# نیپروتیدین
نیپروتیدین (انگلیسی: Niperotidine) یک آنتاگونیست هیستامین است که به‌طور انتخابی بر روی گیرنده H2 عمل می‌کند. این دارو به عنوان درمان ترشح بیش از حد اسید معده معرفی شد، ولی پس از آن که در کارآزمایی‌های بالینی روشن شد که باعث آسیب کبد می‌شود از بازار جمع‌آوری شد.

## عوارض جانبی
داروهایی مانند نیپروتیدین که مانع از تجزیه پروتئین‌ها با واسطه اسید معده می‌شوند، خطر ایجاد آلرژی‌های دارویی و غذایی را افزایش می‌دهند، زیرا پروتئین‌های هضم نشده‌ای که از دستگاه گوارش می‌گذرند باعث بروز حساسیت می‌شوند.